# 7254 Kuratani
7254 Kuratani este un asteroid din centura principală de asteroizi.

## Descriere
7254 Kuratani este un asteroid din centura principală de asteroizi. A fost descoperit pe 15 octombrie 1993 la Kitami de Kin Endate și Kazuro Watanabe. El prezintă o orbită caracterizată de o semiaxă mare de 2,16 ua, o excentricitate de 0,21 și o înclinație de 3,0° în raport cu ecliptica.